# スーザン・コリンズ (政治家)
スーザン・マーガレット・コリンズ（Susan Margaret Collins, 1952年12月7日 - ）は、アメリカ合衆国の政治家。共和党所属の上院議員（5期）。
ローマ・カトリックの信徒である。
同じメイン州選出の上院議員であったオリンピア・スノーと共に、共和党の中でも穏健・リベラルな投票行動・政策をとる、いわゆるロックフェラー・リパブリカン（モデレイト・リパブリカン）の一人として知られる。

## 経歴

### 生い立ち・学歴
1952年12月7日、メイン州カリブーにてドナルド・コリンズとパトリシア夫妻の間に、6人兄妹のうちの1人として生まれる。実家は1844年から100年以上続く製材業者であり、現在も2人の弟が経営している。コリンズ家は政治と縁が深い一家で、父母は共にカリブー市の市長を務めたことがあるほか、父のドナルドについてはメイン州議会の上院議員を務めた経歴も持つ。また、叔父のサミュエル・W・コリンズ・ジュニアは、1988年から1994年までメイン州最高裁判所の判事を務めた法律家である。
高校時代は地元のカリブー公立高校に在学。在学中は生徒会長を務めたほか、最終年次在籍時の1971年には連邦議会上院が主催するユース・プログラムに選抜されワシントンD.C.を訪問、同郷でアメリカの女性政治家の先駆者的な存在であったマーガレット・チェイス・スミス上院議員（共和党）に面会している。高校卒業後は、ニューヨーク州のセント・ローレンス大学に進学、1975年に最優等（magna cum laude）の成績で卒業する。大学在学中は、かつて父親も在籍していた学生団体ファイ・ベータ・カッパに所属している。

### 政界との関わり
大学卒業後は、同じメイン州の出身で当時若手の連邦下院議員であったウィリアム・コーエン（1979年からは上院議員）のスタッフとなり、1987年までコーエンの下で働く。このうち1981年から1987年までの7年間は、上院国土安全保障・政府問題委員会の政府活動・連邦職員及びコロンビア特別区監視小委員会でスタッフ・ディレクターを務めた。
1987年にコーエン議員のスタッフを辞職してメイン州に帰郷、ジョン・マッカーナン州知事（当時）の任命を受け、金融規制当局（Department of Professional and Financial Regulation）のトップ（委員長）として政権入りする。1992年まで同職を務めたのち、同年にジョージ・H・W・ブッシュ大統領からの指名を受けて、中小企業局のニューイングランド地域担当局長に就任、ビル・クリントン政権に交代するまでの約1年間、同職を務める。
中小企業局を辞した後はマサチューセッツ州の副財務官を1年間あまり務めたのち、1994年のメイン州知事選挙に出馬する。この選挙では、共和党の予備選を勝ち抜き、女性候補者としてメイン州史上初となる主要政党の知事候補指名を受ける。しかし本選では、無所属ながら州内で抜群の知名度を誇る実業家のアンガス・キング、民主党指名候補のジョゼフ・ブレナン元州知事との三つどもえの混戦の末、結局キング、ブレナンの両名に次ぐ3位に敗れる。
州知事選敗北後は、地元のハッソン大学が開設した家族経営の小規模企業の事業主・従業員にセミナーやワークショップを提供する“Richard E. Dyke Center for Family Business”の初代所長に同年12月に就任、1996年に連邦上院議員選挙に出馬するまで同職を務めた。

### 上院議員
1996年、コリンズは同郷でかつての上司でもある上院議員のウィリアム・コーエンが引退・不出馬を決めたことから、後継として連邦上院議員選挙に出馬する。前任者であるコーエンの支持を取り付けたコリンズは共和党内の予備選を勝ち抜き本選に進出、本選挙では1994年の州知事選でも戦った元州知事のブレナンとの事実上の一騎討ちとなったが、全体の49.2％の票を獲得し、勝利した。
2002年の改選では、民主党州議会上院議員のシェリー・ピングリーに対して58％対42％の得票率で勝利し再選、2008年の改選では、民主党連邦下院議員のトム・アレンに対し、61.5％対38.5％の得票率で勝利し3選、2014年、2020年の改選でも民主党の対立候補を破り当選、現在5期目である。2002年、2008年、2014年の選挙では、いずれも50％以上の得票率で当選しており、また州内全ての郡で対立候補を上回る票を獲得している。

## 上院議員としてのキャリア
コリンズは、共和党の中でもしばしば主流派に比べてより穏健・リベラルな投票行動・政策をとる、いわゆる「ロックフェラー・リパブリカン」（「モデレイト・リパブリカン」）の1人として知られ、そのスタンスはタイム誌から“the last survivors of a once common species of moderate Northeastern Republican”（かつてよく見られた、穏健な北東部出身の共和党員の最後の生き残り）の1人と評されたこともある。また、同じメイン州選出かつ同性（女性）で、さらに同じ「モデレイト・リパブリカン」の代表的な政治家として知られるオリンピア・スノーとは同じ投票行動をとることが多く、スノーと並び称されたり比較されることも多いが、ジョージ・W・ブッシュ大統領が成立を目指した減税法案について賛成票を投じるなど（スノーは反対）、そのスタンスはスノーに比して「半回転ほど保守的（half-turn more conservative）」とも評される。また、所属する議員連盟も「リパブリカン・メインストリート・パートナーシップ」（RMSP）など、共和党内でも穏健派・リベラル寄りとされる議員が所属する議員連盟が多い（所属議員連盟の項目を参照）。
共和党内では、前述のように主流派である保守派よりも穏健・リベラルな投票行動や政策をとることから、中道派の1人と見なされているほか、民主党と立ち位置が近いことなどもあり、超党派的な志向を持つ議員の1人と考えられている。そのため超党派的な政策協議・遂行が望まれるケースには、しばしばコリンズの名前が登場することがある。例えば、2005年にジョージ・W・ブッシュ政権の行った合衆国控訴裁判所判事の指名に関し、当時少数党であった民主党側がフィリバスター戦術で指名承認を阻止しようとしたのに対し、多数党であった共和党側がこれを阻止・無力化すべく強硬手段、いわゆる「ニュークリア・オプション」に打って出ようとして激しく対立した問題では、政権・共和党側と民主党側の妥協を図ることでフィリバスターやニュークリア・オプションへの発展を阻止しようとする両党有志議員のグループ「14人のギャング」の一員として活動し、妥協案の模索・策定・可決に尽力している。また、次のバラク・オバマ政権下では、オバマ大統領と民主党が成立を目指す法案について、共和党議員の多数が反対する中で他の共和党穏健派の議員と共に賛成票を投じることも多い。特に、オバマ政権が可決に尽力したとされる景気対策法案（2009年アメリカ復興・再投資法）や、金融規制改革法案（ドッド・フランク法）の成立においては、前者ではオリンピア・スノー、アーレン・スペクターの両議員とともに、後者ではスノー、スコット・ブラウンの両議員とともに共和党から賛成に回り、フィリバスターの可能性を排除できる安定多数（60票以上）での可決実現に貢献している。
また、同性愛・同性婚に対して寛容な立場をとっており、同性愛・同性婚に否定的な立場をとる政治家・党員が多い共和党の中にあって、ヘイトクライムの防止に関する法案や、低所得のHIV患者に早期治療を促しエイズへの進行を防ごうとする政策を盛り込んだ法案など、LGBTコミュニティと関わりの深い法案を積極的に提出している。このことから、共和党の政治家でありながらLGBTの人権団体「ヒューマン・ライツ・キャンペーン」から支持を受けている、極めて珍しい政治家の1人である。
上院国土安全保障・行政問題委員長（2003年 - 2007年）を振り出しに、同委員会少数党筆頭委員（2007年 - 2013年）、高齢化問題委員会少数党筆頭委員（2013年 - 2015年）、同委員長（2015年 - 2021年）、予算委員会副委員長（2023年 - ）を歴任した。
2020年10月26日、トランプ大統領が指名した最高裁判事候補エイミー・バレットに上院の承認投票で唯一反対票を投じた共和党の上院議員だった。11月3日の選挙で5期目の当選を獲得した。2025年1月24日に行われた、第2次トランプ政権における国防長官に指名されたピート・ヘグセスの承認採決には反対票を投じた。共和党からは他にもミッチ・マコーネル元上院院内総務、リーサ・マーカウスキーの両議員も反対に回ったため賛成・反対共に50票となったが、上院議長であるJ・D・ヴァンス副大統領が賛成票を投じて賛成51票、反対50票となったため人事案自体は承認されている。

### 所属議員連盟
- 「リパブリカン・メインストリート・パートナーシップ」（RMSP）

共和党の主流派が掲げるイデオロギーの1つである社会保守主義とは距離を置きつつ、緩やかな財政保守主義や小さな政府主義を肯定・支持する議員のグループ。上院議員では、他にジョン・マケイン議員、オリンピア・スノー議員、マーク・カーク議員が所属する。
- 「リパブリカン・マジョリティ・フォー・チョイス」

元々はプロチョイス（人工妊娠中絶賛成派）の共和党議員を支持する目的で設立された団体（団体の会員・支持者は共和党員である）。近時は胚性幹細胞研究にも範囲を拡げ、研究を支持する議員を支援している。上院議員では、他にオリンピア・スノー議員が所属する。
- 「リパブリカン・フォー・チョイス」
- 「ザ・ウィッシュ・リスト」
- 「リパブリカン・フォー・エンバイロンメンタル・プロテクション」